# Buzara latizona
Buzara latizona là một loài bướm đêm thuộc họ Erebidae. Nó được tìm thấy ở New Guinea và nửa bắc của Úc.
Sải cánh dài khoảng 40 mm.
Ấu trùng ăn các loài Phyllanthus.